# Celastrina cossaea
Celastrina cossaea är en fjärilsart som beskrevs av De Nicéville 1895. Celastrina cossaea ingår i släktet Celastrina och familjen juvelvingar. Inga underarter finns listade i Catalogue of Life.